# 松平直正
松平 直正（まつだいら なおまさ、1919年（大正8年）12月30日 - 没年不詳）は、結城松平家第16代当主。松平直冨の子。

## 家系
父母
- 父：松平直冨
- 母：斎藤氏

配偶者
- 妻：柳原在子（1921年 - 、柳原博光娘、離縁）
- 妻：飯塚重子（1945年 - 、飯塚敏雄娘）

兄弟姉妹
- 長男：松平直泰（1944年 - 、第17代当主[2]）
  - 長男：松平直孝（1972年 - ）　
  - 長女：松平麗子（1975年 - ）
- 次男：松平直光（1948年 - 、妻:林ひとみ（1947年 - 、父は林岩太）